# Акольуа
Акольуа, на языке науатль — Acolhua, исчезнувший народ Месоамерики, вторгнувшийся в долину Мехико около 1200 г. н. э. По происхождению акольуа были родственны ацтекам, тепанекам, чальча, шочимилька и ряду других юто-астекских народов Мексики. Это было более цивилизованное племя, сообщившее свою культуру варварам-чичимекам.
Вероятно, правящий род акольуа происходил из носителей языка отоми и не владел языком большинства населения (науатль) вплоть до провозглашения правителем (тлатоани) Течотлалацина.
При правлении внука Течотлалацина по имени Несауалькойотль народ акольуа заключил союз с народом мешика (ацтеками), в результате чего образовался Тройственный союз ацтеков. Столица акольуа, город Тескоко (Тецкуко), стал культурным центром ацтекского государства.
Впоследствии акольуа слились с явившимися с севера ацтеками.

## Правители акольуа
- Шолотль
- Нопальцин (1232—1263) — сын Шолотля и Малинальшочитль
- Тлоцин (1263—1298) — сын Нопальцина
- Кинацин (1298—1357) — сын Тлоцина и Испасшочитль
- Течотлалацин (1357—1409)
- Иштлильшочитль I (1409—1418)